# Riccardo Sbertoli
Riccardo Sbertoli (Milão, 23 de maio de 1998) é um jogador de voleibol italiano que atua na posição de levantador.

## Carreira

### Clube
A carreira de Sbertoli começou em 2011 nas categorias de base da Volley Segrate. Na temporada 2012–13 passou para a equipe principal, jogando e vencendo a Série B2, para depois aterrar, com o mesmo clube, na Série B1. Na temporada 2015–16 foi contratado pelo Powervolley Milano, na primeira divisão italiana, onde permaneceu por seis anos conquistando o título da Taça Challenge de 2020–21.
Na temporada 2021–22 foi contratado pelo Trentino Volley, vencendo a Supercopa Italiana de 2021.

### Seleção
Pelas categorias de base, Sbertoli foi quarto colocado no Campeonato Europeu Sub-20 de 2016, onde foi superador pela seleção russa pela disputa da medalha de bronze, levando consigo o prêmio de melhor levantador. No mesmo ano obteve as primeiras convocações para representar a seleção adulta italiana, com a qual conquistou a medalha de ouro nos Jogos do Mediterrâneo de 2018.
Conquistou o Campeonato Europeu de 2021 ao derrotar a seleção eslovena por 3 sets a 2, seguido do título mundial ao vencer a seleção polonesa por 3 sets a 1 no Campeonato Mundial de 2022.

## Títulos
Powervolley Milano
- Copa Challenge: 2020–21

Trentino Volley
- Liga dos Campeões: 2023–24
- Campeonato Italiano: 2022–23
- Supercopa Italiana: 2021

## Clubes
| Anos      | Clube              |
| --------- | ------------------ |
| 2015–2021 | Powervolley Milano |
| 2021–     | Itas Trentino      |

## Prêmios individuais
- 2016: Campenato Europeu Sub-16 – Melhor levantador